# .ne
.ne je internetová národní doména nejvyššího řádu pro Niger.